# Jean-François Portaels
Jean-François Portaels (Vilvorde, 30 aprile 1818 – Schaerbeek, 8 febbraio 1895) è stato un pittore belga.

## Biografia
Nato in una famiglia borghese, Jean-François Portaels studiò all'Accademia reale di belle arti di Bruxelles con François-Joseph Navez (che in seguito divenne suo suocero). Per perfezionarsi nella pittura si recò a Parigi e seguì i corsi di Paul Delaroche. Nel 1842 vinse il Gran Prix de Rome.
Portaels dipinse prevalentemente ad olio, fu un eccellente ritrattista, ma anche autore di opere religiose, storiche e, in particolare, orientaliste. Per questa ragione è comunemente considerato come il fondatore della scuola orientalista belga. 
Trascorse qualche anno in Italia in compagnia del pittore Alexandre Robert, recandosi poi nel Nord Africa fra il 1843 e il 1847.
Nel 1847, Portaels succedette a Hendrik Van der Haert come direttore dell'Accademia di Gand e nel 1851 fu decorato con l'"Ordine di Leopoldo".

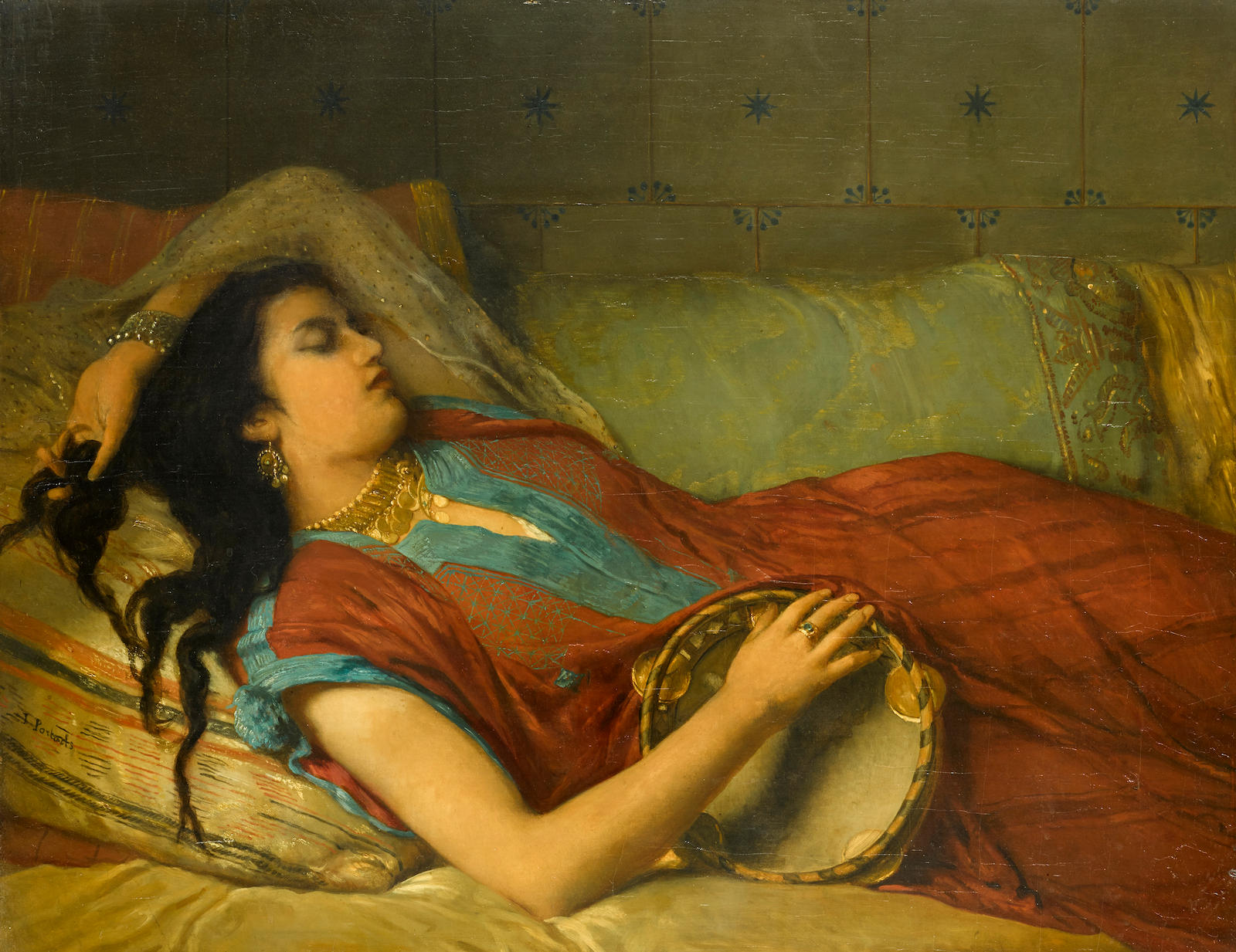
Suonatrice di tamburi a riposo

Suo suocero, il pittore François-Joseph Navez, che possedeva delle vecchie case in rue de l'Abricot, nel quartiere di Notre-Dame-aux-Neiges, gliene cedette una e Portaels, nel 1858, la trasformò in un atelier aperto, dove riceveva artisti come Édouard Agneessens, Émile Wauters, André Hennebicq, il pittore francese Fernand Cormon, Léon Frédéric, Isidore Verheyden, lo scultore Charles Van der Stappen, Eugène Verdeyen, Antoine Van Hammée, Ernest Blanc-Garin, Jean Mayné, Josse Impens, Vanden Kerkhoven, Henri Vanderhecht, Ch. Lefèvre, Albéric Coppieters, i fratelli Pieter e David Oyens, e anche architetti, quali Ernest Van Humbeeck e Charles Licot. Suoi allievi furono i pittori belgi Eugène Laermans e Louis-Gustave Cambier. Questo atelier divenne così noto da rivaleggiare con l'Accademia reale di belle arti di Bruxelles, al punto che il suo direttore, Louis-Eugène Simonis, affidò a Portaels i corsi di composizione nel 1863. Portaels mantenne tale incarico per due anni (nei quali ebbe come allievi, fra gli altri, Pierre Abattucci e Florimond Marie Van Acker), prima di tornare al suo atelier.
Portaels viaggiò molto. Si recò in Grecia, in Libano, in Egitto, in Giudea, in Spagna, in Ungheria e persino in Norvegia.

Nel 1870 andò in Marocco a dipingere, e vi rimase quattro anni. Nacquero in quell'occasione le sue opere orientaliste e la stessa passione per i temi orientali che influenzarono molti artisti francesi per diversi anni.
Quattro anni dopo il suo ritorno in Belgio, Portaels fu chiamato a dirigere l'Accademia reale di belle arti di Bruxelles, una nomina che era da sempre fra le sue massime aspirazioni. Questa prestigiosa posizione gli permetterà di avere una grande influenza sulle nuove generazioni di pittori belgi, fra cui si notano Alfred Bastien, Théo van Rysselberghe, Émile Wauters e Édouard Agneessens, Auguste Levêque, e inoltre lo scultore Charles Van der Stappen e l'architetto Charles Licot.
Jean-François Portaels può essere considerato un artista di transizione fra il neoclassicismo di Navez e il romanticismo di Wappers. Si spense a Schaerbeek all'età di 77 anni.

## Galleria d'immagini

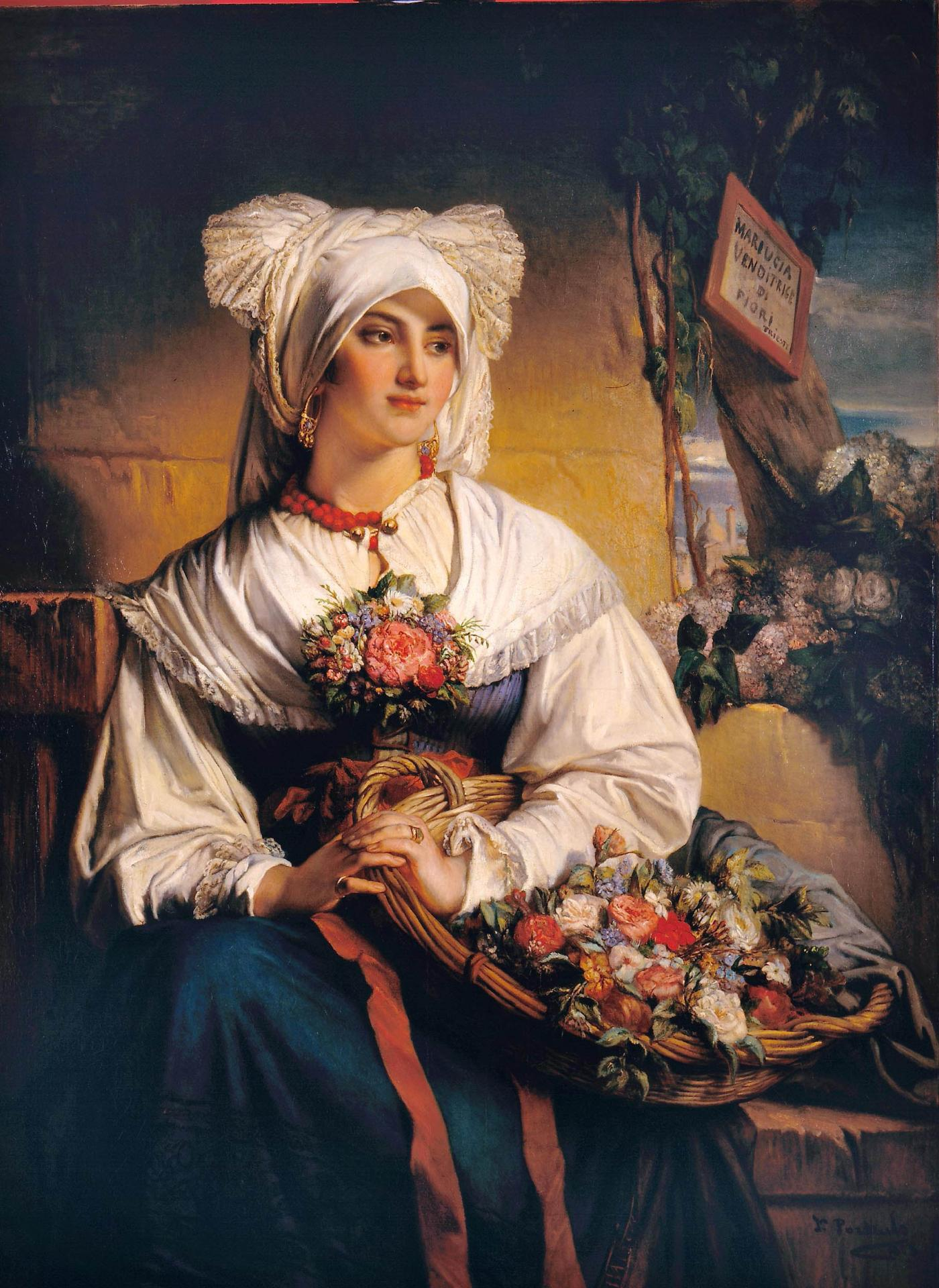
Ragazza di Trieste
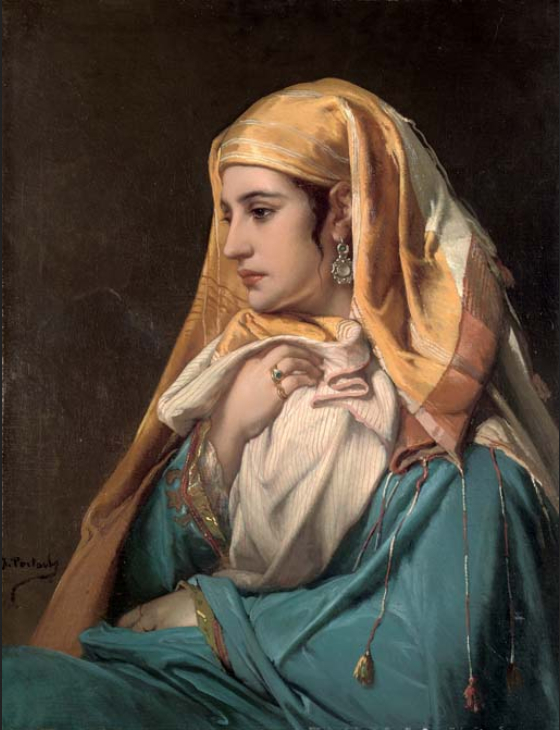
Donna orientale
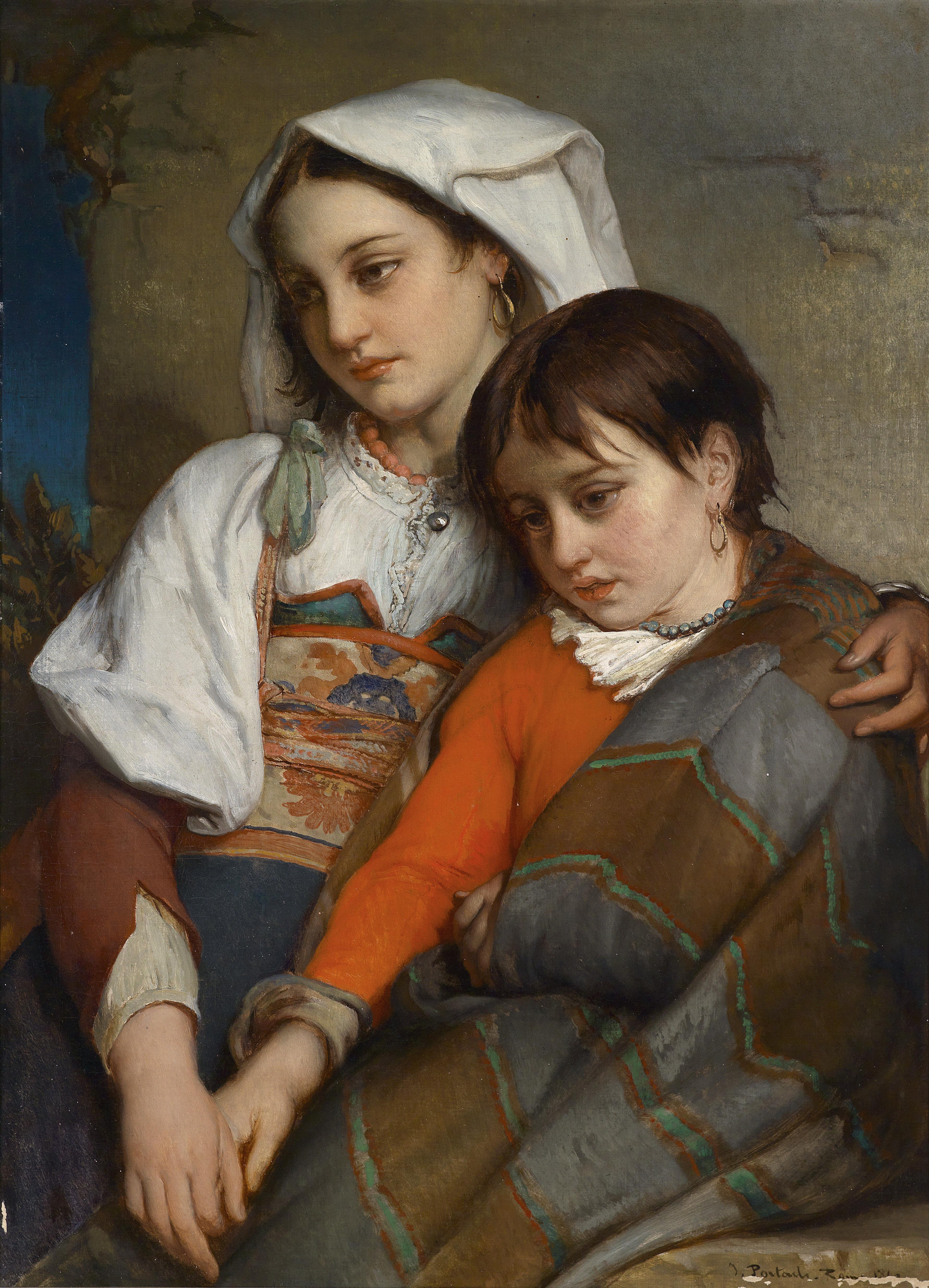
Sorelle
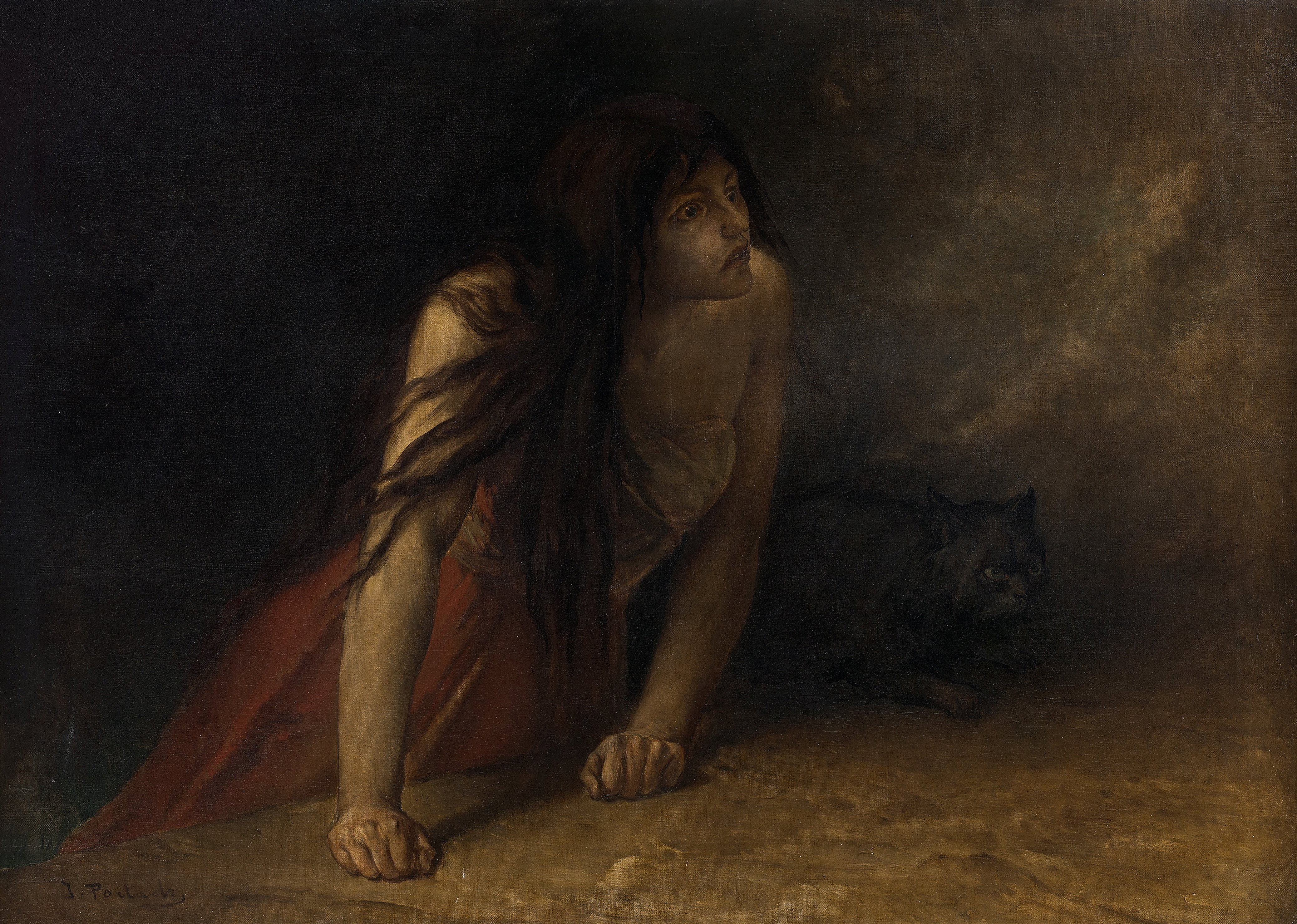
La strega
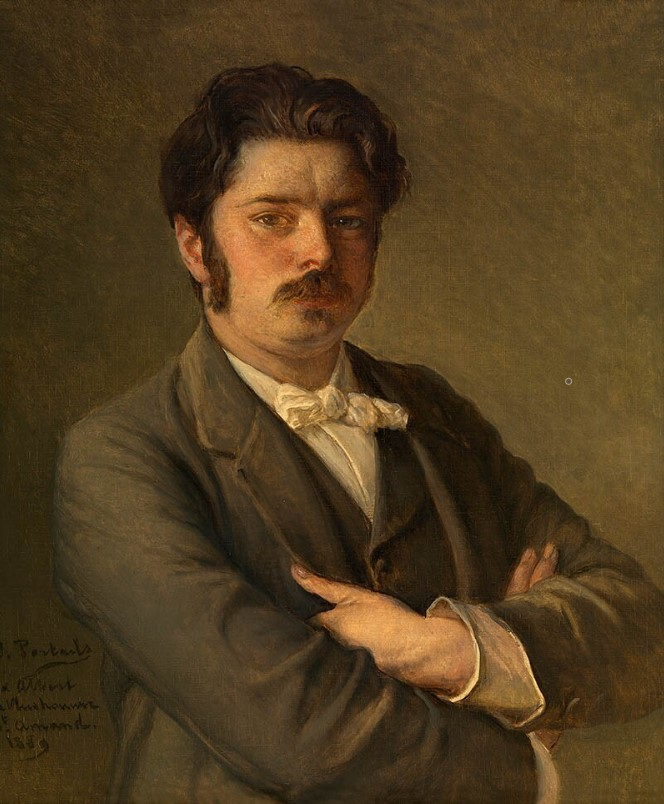
Ritratto di Albert De Vleeshouwer

## Opere
Portaels fu un artista assai prolifico. In particolare egli eseguì:
- Due vaste composizioni religiose a connotazione simbolista per la chiesa di Saint-Jacques-sur-Coudenberg a Bruxelles (1885-1886)
- Diverse scene bibliche, come:
  - La Fille de Sion villipendée, Musei reali di belle arti del Belgio
  - La Mort de Judas
  - Les Rois mages voyageant vers Bethléem
  - La Prière de Judith (1872), Museo reale di belle arti di Anversa
  - La Sécheresse en Judée, le simoun (1847), Musei reali di belle arti del Belgio
- Quadri di genere:
  - Loge à l'Opéra de Pest, Musei reali di belle arti del Belgio
- Ritratti di Ufficiali dell'esercito, di personaggi dell'alta società e di bambini
- Scene orientali e ritratti di donne di paesi esotici

## Musei
- Bruxelles, Koninklijke, Museo di belle arti del Belgio
- Ostenda, KaZ